# Basketbol'nyj klub Chimki 2011-2012
Questa voce raccoglie le informazioni riguardanti il Basketbol'nyj klub Chimki nelle competizioni ufficiali della stagione 2011-2012.

## Stagione
La stagione 2011-2012 del Basketbol'nyj klub Chimki è la 13ª nel massimo campionato russo di pallacanestro, la Professional'naya basketbol'naya liga.

## Roster
Aggiornato al 27 luglio 2018
| Chimki Moscow Region 2011-12 | Chimki Moscow Region 2011-12 |
| Giocatori                    | Staff tecnico                |
| ---------------------------- | ---------------------------- |

| N. | Naz.                                        | Ruolo | Nome                  | Anno | Alt.   | Peso   |  |
| -- | ------------------------------------------- | ----- | --------------------- | ---- | ------ | ------ |  |
| 5  | Stati Uniti (bandiera)                      | A     | Austin Daye           | 1988 | 211 cm | 91 kg  |  |
| 7  | Russia (bandiera)                           | P     | Vitalij Fridzon (C)   | 1985 | 194 cm | 88 kg  |  |
| 9  | Russia (bandiera)                           | G     | Egor Vjal'cev         | 1985 | 193 cm | 88 kg  |  |
| 10 | Croazia (bandiera)                          | C     | Krešimir Lončar       | 1983 | 210 cm | 105 kg |  |
| 11 | Stati Uniti (bandiera)                      | P     | Chris Quinn           | 1983 | 188 cm | 79 kg  |  |
| 12 | Russia (bandiera)                           | AP    | Sergej Monja          | 1983 | 202 cm | 99 kg  |  |
| 13 | Russia (bandiera)                           | G     | Dmitrij Chvostov      | 1989 | 190 cm | 82 kg  |  |
| 14 | Russia (bandiera)                           | C     | Anton Puškov          | 1988 | 208 cm | 100 kg |  |
| 15 | Lituania (bandiera)                         | C     | Marijonas Petravičius | 1979 | 208 cm | 116 kg |  |
| 15 | Stati Uniti (bandiera)                      | AG    | Jeff Adrien           | 1986 | 201 cm | 110 kg |  |
| 16 | Bielorussia (bandiera) · Russia (bandiera)  | A     | Benjamin-Pavel Dudu   | 1991 | 200 cm | 100 kg |  |
| 17 | Russia (bandiera)                           | C     | Evgenij Karpeko       | 1989 | 204 cm | 98 kg  |  |
| 20 | Francia (bandiera)                          | AP    | Mickaël Gelabale      | 1983 | 202 cm | 98 kg  |  |
| 21 | Russia (bandiera)                           | C     | Aleksej Žukanenko     | 1986 | 210 cm | 107 kg |  |
| 22 | Stati Uniti (bandiera) · Polonia (bandiera) | G     | Thomas Kelati         | 1982 | 195 cm | 91 kg  |  |
| 25 | Russia (bandiera)                           | C     | Timofej Mozgov        | 1986 | 216 cm | 125 kg |  |
| 34 | Croazia (bandiera)                          | G     | Zoran Planinić        | 1982 | 199 cm | 88 kg  |  |
| 44 | Australia (bandiera)                        | AC    | Matt Nielsen          | 1978 | 208 cm | 107 kg |  |

| Allenatore |
| - Rimas Kurtinaitis                                                                                               |
| Assistente/i |
| - Ramūnas Cvirka - Jenaro Díaz - / Andrija Gavrilović Legenda - (C) Capitano - (IN) Inattivo - Infortunato Roster |

## Mercato

### Sessione estiva
| Acquisti | Acquisti          | Acquisti             | Acquisti   | Acquisti |
| R.a      | Nome              | da                   | Modalità   |          |
| -------- | ----------------- | -------------------- | ---------- | -------- |
| A        | Austin Daye       | Detroit Pistons      | definitivo |          |
| C        | Timofej Mozgov    | Denver Nuggets       | definitivo |          |
| P        | Chris Quinn       | San Antonio Spurs    | definitivo |          |
| G        | Egor Vjal'cev     | Zenit S. Pietroburgo | definitivo |          |
| G        | Dmitrij Chvostov  | Dinamo Mosca         | definitivo |          |
| C        | Aleksej Žukanenko | Dinamo Mosca         | definitivo |          |
| AC       | Matt Nielsen      | Olympiakos           | definitivo |          |

| Cessioni | Cessioni             | Cessioni           | Cessioni       | Cessioni |
| R.       | Nome                 | a                  | Modalità       |          |
| -------- | -------------------- | ------------------ | -------------- | -------- |
| C        | Aleksej Savrasenko   | UNICS Kazan'       | fine contratto |          |
| C        | Lazaros Papadopoulos | Olympiakos         | fine contratto |          |
| G        | Valentin Novikov     | Dinamo Mosca       | fine contratto |          |
| G        | Vjačeslav Zajcev     | Enisey Krasnojarsk | fine contratto |          |
| G        | Travis Hansen        |                    | ritirato       |          |
| P        | Raül López           | Bilbao Berri       | fine contratto |          |
| AP       | Vadim Panin          | Nižnij Novgorod    | fine contratto |          |

### Dopo l'inizio della stagione
| Acquisti | Acquisti              | Acquisti        | Acquisti         | Acquisti   |
| R.       | Nome                  | da              | Data             | Modalità   |
| -------- | --------------------- | --------------- | ---------------- | ---------- |
| AP       | Mickaël Gelabale      | Free agent      | gennaio 2012     | definitivo |
| C        | Marijonas Petravičius | Free agent      | 16 gennaio 2012  | definitivo |
| AG       | Jeff Adrien           | Houston Rockets | 17 febbraio 2012 | definitivo |

| Cessioni | Cessioni              | Cessioni         | Cessioni         | Cessioni       |
| R.       | Nome                  | a                | Data             | Modalità       |
| -------- | --------------------- | ---------------- | ---------------- | -------------- |
| G        | Keith Langford        | Maccabi Tel Aviv | 20 ottobre 2011  | rescissione    |
| A        | Austin Daye           | Detroit Pistons  | 20 novembre 2011 | fine contratto |
| C        | Timofej Mozgov        | Denver Nuggets   | 4 dicembre 2011  | fine contratto |
| C        | Evgenij Karpeko       | Denver Nuggets   | 9 gennaio 2012   | rescissione    |
| C        | Marijonas Petravičius |                  | 17 febbraio 2012 | ritirato       |